# Farlig intrig
Farlig intrig (The Affair on the Necklace) är en amerikansk film från 2001 i regi av Charles Shyer. Filmen skildrar den berömda halsbandsprocessen, och i huvudrollen som Jeanne St. Remy de Valois ser vi Hilary Swank.

## Handling
Filmen utspelas i Paris 1786, en kvinnas far har blivit mördad och nu vill hon få tillbaka sitt hem och goda rykte.

## Om filmen
Filmen spelades in på ett flertal platser i Frankrike och Tjeckien. Den hade världspremiär i USA den 21 november 2001 och har, trots att den fått en svensk titel, ännu inte haft svensk premiär.
Filmen var Oscarsnominerad för bästa kostym 2002, men blev utan pris.

## Rollista (urval)
- Hilary Swank -  Jeanne St. Remy de Valois
- Jonathan Pryce - Kardinal Louis de Rohan
- Simon Baker - Rétaux de Villette
- Adrien Brody - Greve Nicolas De La Motte
- Brian Cox -  Minister Breteuil
- Joely Richardson - Marie-Antoinette
- Christopher Walken - Greve Cagliostro
- Hayden Panettiere - Jeanne som barn
- James Larkin - Darnell de Valois
- Simon Shackleton - Ludvig XVI
- Hermione Gulliford - Nicole d'Oliva

## Musik i filmen
- Movement I: Mercy, skriven av Alanis Morissette och Jonathan Elias, framförd av Alanis Morissette och Salif Keita
- Plasir d'amour, skriven av Johann Martini och J.P. Claris de Florian, framförd av Moira Smiley
- Le Réjouissance - Allegro, skriven av Georg Friedrich Händel
- One Fine Queenly Day, skriven av Peter Skuce, text av John Sweet, framförd av Hermione Gulliford
- Beatus vir, skriven av Claudio Monteverdi, framförd av Pueri Gaudentes
- De fyra årstiderna, sommar - första satsen, skriven av Antonio Vivaldi
- Aire A6 i G moll, skriven av William Lawes
- Mirage, skriven av Bob Holroyd
- Turkish Lute, skriven av Francis Fumiere
- Allegro från Sonata, skriven av Georg Friedrich Händel
- Exsultate, Jubilate, skriven av Wolfgang Amadeus Mozart
- Heidenröslein, skriven av Franz Schubert, framförd av the OGM Moonglight Strings
- Air: Quà Votre Gloire Tout Conspire, skriven av Louis-Nicolas Clérembault, framförd av Nancy Argenta och Trio Sonnerie
- Ah Silly Soul, skriven av William Byrd
- Requiem Aeternam, Dies Irae, skriven av Wolfgang Amadeus Mozart
- Ariadne, skriven av Lisa Gerrard och Brendan Perry, framförd av Dead Can Dance
- Kyrie, Missa Dominicalis
- Prelude ur Te Deum, skriven av Marc-Antoine Charpentier